# Engenheiro Coelho (ort)
Engenheiro Coelho är en ort i Brasilien.   Den ligger i kommunen Engenheiro Coelho och delstaten São Paulo, i den sydöstra delen av landet, 700 km söder om huvudstaden Brasília. Engenheiro Coelho ligger 645 meter över havet och antalet invånare är 15 719.
Terrängen runt Engenheiro Coelho är platt. Närmaste större samhälle är Cosmópolis, 17,6 km söder om Engenheiro Coelho.
Omgivningarna runt Engenheiro Coelho är en mosaik av jordbruksmark och naturlig växtlighet. Runt Engenheiro Coelho är det ganska tätbefolkat, med 230 invånare per kvadratkilometer.